# Jaume Nuet i Minguell
Jaume Nuet i Minguell (Alcarràs, Segrià, 29 de juny de 1831 - Lleida, Segrià, 3 de març de 1902) fou un polític i terratinent català, germà de Casimir Nuet i Minguell.
Era propietari agrari de les terres de Lleida i simpatitzant del general Joan Prim i Prats. Participà en la revolució de 1868 i fou elegit diputat pel districte de Lleida amb el grup dels monàrquics liberals. El rei Amadeu I li concedí el títol de comte de Torregrossa el mateix any, i el 1872 fou nomenat senador. Després ingressà al Partit Liberal Fusionista, amb el que fou elegit diputat per les Borges Blanques a les eleccions generals espanyoles de 1881 i pel de Lleida a les eleccions generals espanyoles de 1891. Va formar part de la Diputació Catalana de 1881.